# 6471 Collins
6471 Collins (1983 EB1) là một tiểu hành tinh vành đai chính được phát hiện ngày 4 tháng 3 năm 1983 bởi Mrkos, A. ở Klet.
Nó được đặt theo tên Apollo 11 command module pilot Michael Collins.